# Roda (canção)
"Roda" é uma canção da cantora brasileira de rock, Pitty, lançada, oficialmente, em 18 de fevereiro de 2020, como quarto single do seu quinto álbum de estúdio, Matriz. Conta com a participação do grupo BaianaSystem

## Precedentes & Videoclipe
"A música #RODA se desdobrou num clipe ao vivo com o @baianasystem e até em remix do @pupillo74! dia 18.02 quero ver todo mundo girando nesse...", foi a frase escrita em uma postagem da capa do terceiro single do álbum, Roda, lançado no dia 18 de fevereiro de 2020, simultaneamente com um videoclipe ao vivo gravado na casa de show "Concha Acústica de Salvador", Bahia, e dirigido por Daniel Ferro.

## Lista de faixas
Versão single
- Roda — 3:20
- Roda (Pupillo Remix) — 4:18